# Friderik Klampfer
Friderik Klampfer, slovenski filozof, bioetik, * 1966.
Predava etiko, politično in socialno filozofijo na Filozofski fakulteti Univerze v Mariboru. Pred nekaj leti se je aktivno vključil v razpravo o zakonu o OBMP (Postopki oplodotve z biomedicinsko pomočjo) in ga tudi javno podprl. Je avtor Etiškega pojmovnika za mlade (2003) in soavtor (z Janezom Bregantom in Smiljano Gartner) Telovadnice za možgane: Uvod v kritično mišljenje (2008). V svoji knjigi Cena življenja obravnava bioetiko, ki je ena pomembnejših tem njegovih predavanj. Je tudi avtor številnih člankov s področja teoretične in praktične etike ter politične filozofije. S svojimi članki in intervjuji tako aktivno prispeva k delovanju Društva za razvoj humanistike, ki že od leta 2001 osvešča o širjenju humanistične misli ter daje možnost aktivnega pisanja tako študentom kot tudi drugim zainteresiranim. Poleg udejstvovanja v društvu pa je sodeloval tudi pri avtorstvu učbenika za filozofijo v gimnazijah.

## Bioetika
Bioetika velja za zelo mlado filozofsko vejo. Je filozofska spremljevalka razvoja biomedicinskih znanosti. Ukvarja se z moralnimi vprašanji in dilemami, ki jih sprožata razvoj in uporaba sodobnih biotehnologij. V ospredju so odločitve o ustvarjanju, izboljšanju in končanju človeških življenj. Značilna bioetična vprašanja so povezana z ustvarjanjem novih življenj, pa tudi z dilemami, kako bomo umrli. Nekatera vprašanja so večna, druga so se pojavila šele z razvojem biomedicine in biotehnologije. O teh vprašanjih v Sloveniji večinoma presojajo zdravniki in teologi, ki se jim včasih pridruži še kak znanstvenik, pravnik ali politik. Klampfer pa zagovarja etiko kot eno temeljnih filozofskih disciplin, s katero se filozofi ukvarjajo že več kot dve tisočletji. Tako naj bi praktična plat etike vsekakor pripadala zdravnikom, teoretična plat pa bolj filozofom. Poleg posvetne bioetične presoje se religiozna bioetika trudi razvijati bioetična načela skozi pogled ustreznega verovanja.

### Cena življenja
V svoji knjigi Cena življenja se ukvarja z najbolj spornimi bioetičnimi problemi, kakršni so vprašanje dostopa do biomedicinske pomoči pri oploditvi samskih žensk, raziskave na embrionalnih matičnih celicah, abortus, evtanazija in odnos do živali. Raziskave, ki spreminjajo naše pojmovanje življenja in smrti, niso nikoli samo znanstveni izzivi, ampak porajajo tudi številne etične dileme. Rdeča nit knjige so torej moralne dileme ter izzivi v zvezi z ustvarjanjem in uničevanjem človeških (in nečloveških) življenj. Pristop in obravnava tem sta specifično filozofska, se pravi, da ju odlikuje pojmovna strogost, miselna disciplina in dovzetnost za razlikovanja. Bioetiko skuša iztrgati iz rok zdravnikov, pravnikov in teologov, ki so si jo po njegovem mnenju neupravičeno prilastili. Rad bi jo vrnil filozofom, ki jo (naj)bolj obvladajo. Knjigo lahko zato razumemo kot poskus reafirmacije filozofske etike v bioetiki.

### Etiški pojmovnik za mlade
Klampfer s tem delom nadaljuje tradicijo Pojmovnikov, ki sta jo začela Lukanov Gledališki pojmovnik za mlade in Logiški pojmovnik za mlade Olge Markič. Pojmovnik želi bralce, tako mlade kot tudi starejše, uvesti v svet razumskega, argumentiranega utemeljevanja moralnih sodb in stališč in s tem seznaniti s temeljnimi moralnimi pojmi in načeli. S prepričanjem govori o moralnih razhajanjih, pri katerih naj ne bi šlo za nerazrešljiva nasprotja v okusih, predsodkih in niti ne v različni vzgoji posameznikov. S takimi moralnimi razhajanji in sodbami se srečamo predvsem v demokraciji, ki dandanes vlada po večini sveta. Ta zahteva kritične, premišljujoče in razgledane državljane, ki soodločajo v izredno mnenjsko in vrednostno zaznamovani družbi. V tako zasnovani družbi se po Klampferjevem mnenju oblikujejo zavezništva in s tem novi ideološki spori, zato je razkorak med tradicionalnimi in bolj modernimi predstavami in pojmovanji vedno večji in čedalje bolj nespravljiv. Zaradi takšnih poglabljanj je ostrenje sposobnosti za moralno presojo človeka vedno bolj pomembno za delovanje demokracije, poklicno celovitost ter za dobro življenje nasploh.
Tako skuša pojmovnik pomagati bralcu (z nekoliko kritičnim pristopom) stopati po lažji poti do ustaljenih moralnih stališč človeka ter do avtonomne in bolj informirane moralne presoje. Ta proces Klampfer bralcu razlaga z izbranimi primeri, ki ne zahtevajo posebnega predznanja, temveč le nekaj moralne občutljivosti. Na tak način začne delo z zgodbo o gimnazijki, ki je zanosila, zato se znajde v dilemi. Navaja razloge za splav in proti njemu, ki pa se na koncu ne znajdejo v dveh ločenih škatlah »za« in »proti«, marveč napeljejo na različne tipe moralnih sodb.